# Бєлоусов Михайло Михайлович

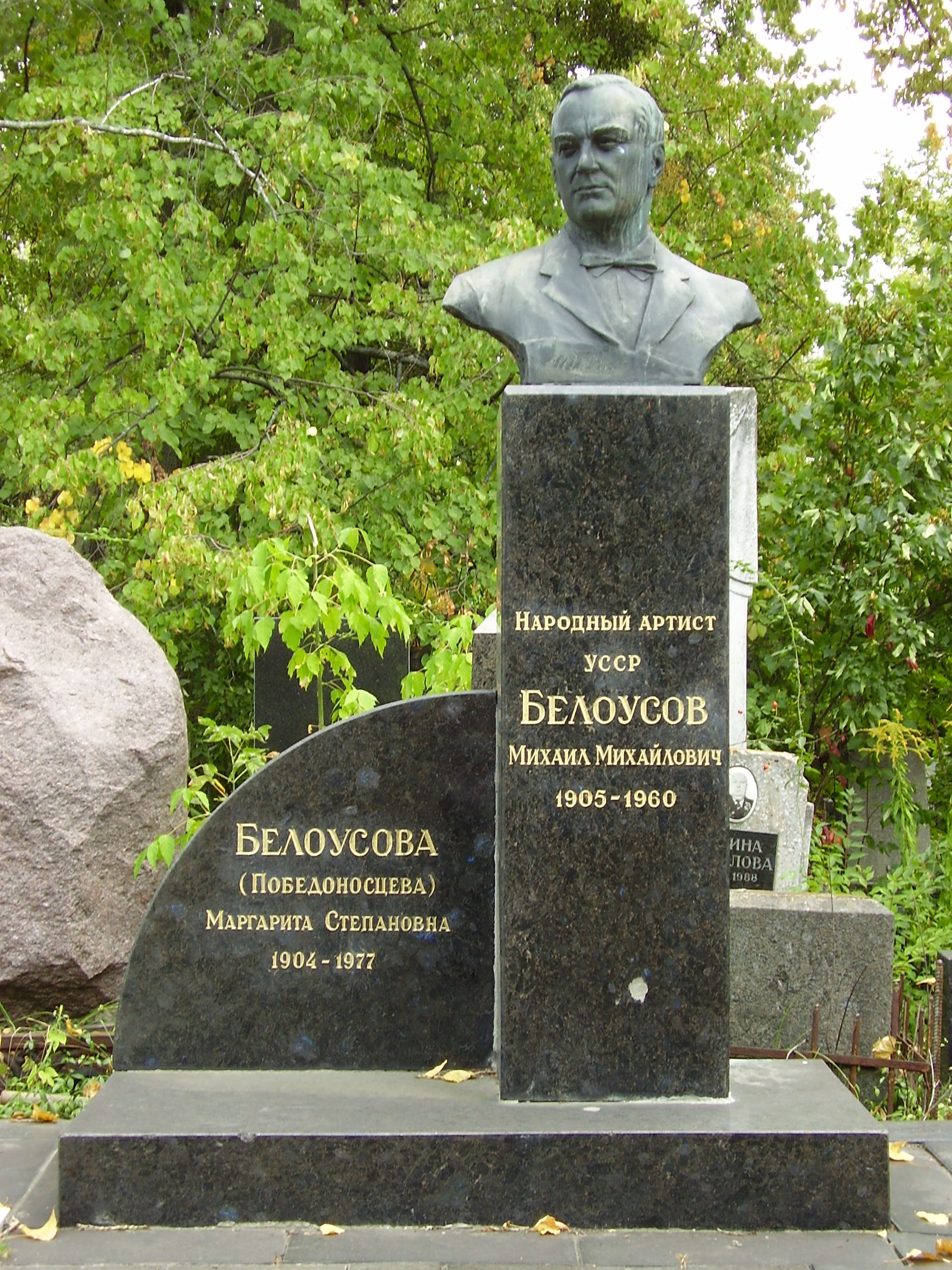
Надгробок Бєлоусова на Байковому цвинтарі

Миха́йло Миха́йлович Бєлоу́сов (рос. Михаил Михайлович Белоусов; * 28 лютого 1905, Казань, Російська імперія — 11 листопада 1960, Київ, Українська РСР, СРСР) — російський радянський актор. Народний артист Української РСР (1948).

## Життєпис
Народився у Казані. Сценічну діяльність почав з 1923 року в Казанському драматичному театрі. Працював в Ульяновську, Астрахані, Горькому, Ростові, Тбілісі.
З 1939 працював в Київському російському драматичному театрі імені Лесі Українки.
Знімався в кіно.

## Ролі в театрі
- Чацький («Лихо з розуму» Грибоєдова),
- Жадов, Бєлугін («Тепленьке місце», «Одруження Бєлугіна» О. Островського),
- Фердінанд («Підступність і кохання» Шіллера),
- Дон-Жуан («Кам'яний господар» Лесі Українки).

## Фільмографія
- «Доля Марини» (1953)
- «„Богатир“ йде в Марто» (1954, Микола Крутов, капітан пароплава «Богатир»)
- «Над Черемошем» (1954, Михайло Чернега)
- «Шляхи і долі» (1955)
- «Одного чудового дня» (1955, Петро Озеров)
- «Народжені бурею» (1957, Казимир Могельницький)
- «Вогненний міст» (1958, Хомутов)
- «Далеко від Батьківщини» (1960, Едвард Штронг, конструктор)